# جوني موري
جوني موري (بالإنجليزية: Johnny Mori)‏ هو موسيقي أمريكي، ولد في 30 نوفمبر 1949 في يوتا في الولايات المتحدة.

## روابط خارجية
- جوني موري على موقع ميوزك برينز (الإنجليزية)
- جوني موري على موقع ديسكوغز (الإنجليزية)